# Pibanga transversefasciata
Pibanga transversefasciata là một loài bọ cánh cứng trong họ Cerambycidae.